# اولا نحن الوليمة
اولا نحن الوليمة (بالإنجليزية: first we feast)‏ هي مجلة ثقافة طعام على الإنترنت وقناة على يوتيوب. شارك الموقع في إنتاج سلسلة أشخاص ساخنين على يوتيوب مع شركة كومبلكس ميديا، الشركة الأم.

## نبذة
بدأت اولا نحن الوليمة في عام 2012 كمدونة لثقافة الطعام قام بتحريرها كريس شونبرجر، الذي كان يعمل سابقًا في توني. كانت المدونة خارج فرع المجلة المعقدة. اكتسب الموقع قدرًا من الشعبية، وبدأ في دمج المقابلات وأدلة الطبخ في موقعه على الإنترنت. في عام 2014، أطلق الموقع قناته على يوتيوب، والتي تنتج عددًا من سلاسل الفيديو المتعلقة بالطعام، وأبرزها الساخنة، وعرض البركر.